# 日蘭会商
日蘭会商（にちらんかいしょう）は、1930年代、大日本帝国とオランダ領東インド（蘭印）との間で2次にわたって行われた経済交渉である。「日蘭印会商」とも称する。

## 概要

### 第一次日蘭会商（1934 - 37）
1930年代に日本から蘭印への輸出が急増した。その結果、1933年には蘭印から見て輸入が1億円超過となり、翌年には対日輸出が4％にもかかわらず輸入が1/3を越す事態となった。そのため、蘭印側では世界恐慌に伴う保護主義論の高まりと日本による過度な経済的浸透を危惧して1933年以後、ビール・セメントなどの非常時輸入制限令を発令した。
これに対して日本側は1933年暮れより民間レベルでの協議が開始され、翌1934年には長岡春一を蘭印バタヴィア（現：ジャカルタ）に派遣して同年6月8日から12月21日まで交渉を開始した（第1次会商）。だが、輸出制限を求める蘭印側は日本側の出してきた輸出拡大・投資拡大・海運協定締結・日本人の入国制限解除などの要求を拒んだため決裂した。その後、1936年6月8日に日本とオランダの海運会社の間で積荷に関する合意（日蘭海運協定）が成立、1937年4月9日には石沢・ハルト協定（日蘭通商仮協定）の締結によって一応の妥結をみた。1938年には和蘭日本協会が再発足し、1939年3月には日蘭文化協定も締結された。

### 第二次日蘭会商（1940 - 41）
その後、日中戦争の拡大、日米通商航海条約の破棄宣言（1939年7月26日、1940年1月26日失効）、ナチスドイツによるオランダ本国侵攻（1940年5月10日）などを受けて蘭印との経済関係の維持・確保に迫られた米内内閣は、5月11日に蘭印の現状維持を宣言するが、同月20日は蘭印に対して見返りとして重要物資13品目の輸出拡大を要請した。特に石油・ゴム・錫などの軍需物資の確保は日本にとって至上命令であった。
続く、第2次近衛内閣も前内閣の方針を継承して蘭印からの石油等の安定した物資供給の確約を得るべく、小林一三商工大臣をバタビアに派遣し1940年9月13日から交渉を開始した（第2次会商）。オランダ側は本土を占領されており、蘭印の統治はイギリスに設置された亡命政府がコントロールしていたが、会商団としてファン・モーク蘭印経済長官および現地石油会社役員・資本元のロイヤル・ダッチ・シェル・スタンダード・オイルからの代表が交渉にあたった。ところが、日本側は蘭印が大東亜共栄圏の一員であることを表明することやインドネシア人に自治権を付与することを期待する態度を示し、更に9月27日には日独伊三国同盟が締結されたことから、蘭印側の警戒感を一気に高めて日本を仮想敵視する動きを見せた。このため、10月22日に一旦小林商相を召還した。1941年1月15日には代表を元外務大臣の芳沢謙吉に代えて再交渉を開始するが、蘭印側は既にナチス・ドイツの同盟国である日本の侵攻を見越してアメリカ・イギリスに支援を求め、その一方で早すぎる決裂が日本側を早期開戦に踏み切らせないために強硬な態度を示しながらも決裂だけは回避したが、日本側の一方的な数値の引き上げが続いた。結果的には日本は、蘭印と石油200万トンの供給量で合意した。この量は、当初の希望量の2倍であった。
しかし1941年6月17日、日蘭会商の芳澤団長は蘭側へ交渉の打ち切りを通告した。現状の経済関係の維持と一部地域での石油採掘権の日本側への提供、再交渉の意思の相互確認のみを合意として、事実上の決裂のまま交渉は打ち切られた。だが、翌月の日本軍による南部仏印進駐をきっかけに蘭印側は日本との経済協定や石油協定を破棄し、太平洋戦争開戦とともに日本軍の蘭印作戦を招くことになる。